# Суст (Пакистан)
Суст (англ. Sust) — сухой порт в Гилгит-Балтистане. Это последний пакистанский город на Каракорумском шоссе, расположен на границе с Китаем.

## Торговля
Город занимает стратегическое положение, через него проходят все пассажирские и грузовые перевозки через пакистано-китайскую границу. В Сусте действует облегчённая таможенная схема, поэтому китайские товары проходят растаможивание здесь и затем развозятся по городам Пакистана.
После открытия сухого порта и таможни в Сусте, ежегодный товарооборот между Китаем и Пакистаном вырос с менее чем 2 миллиардов долларов США в 2002 году до 6,9 млрд. долл. США, с перспективой достичь товарооборота в 15 миллиардов $ к 2014 году.

## Дорожное сообщение
Город связан дорожным сообщением с Каримабадом и Гилгитом на юге и китайскими городами Ташкурган, Упал и Кашгар на севере.
Northern Areas Transport Corporation занимается пассажирскими перевозками между Исламабадом, Гилгитом и Сустом.

## Примечания

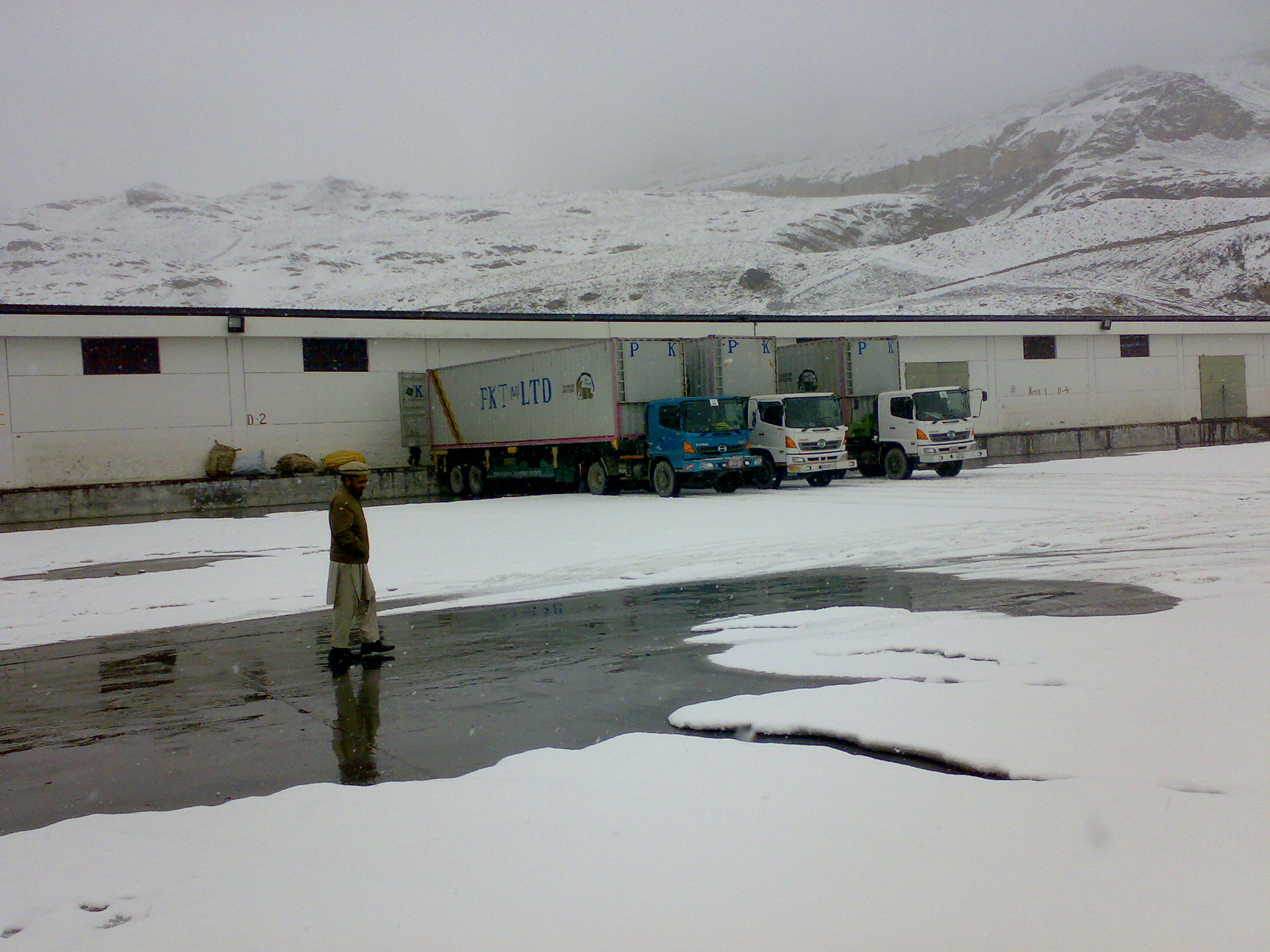
Пакистанские грузовики на базе (перед отправкой в Китай с товаром).